# Marc Ferland
Pour l’article homonyme, voir Ferland.
Marc Ferland (né le 15 avril 1942) est un concepteur industriel, coordinateur de projet et homme politique fédéral et municipal du Québec.

## Biographie
Né à Québec dans la région de la Capitale-Nationale, il entame sa carrière politique en servant jusqu'en 1984 comme maire de Saint-Basile-Sud. Il devint député du Parti progressiste-conservateur du Canada dans la circonscription fédérale de Portneuf en 1984. Réélu en 1988, il est défait en 1993 par le bloquiste Pierre de Savoye.